# Nodotia
Nodotia is een monotypisch geslacht van schimmels behorend tot de familie Phanerochaetaceae. Het bevat alleen Nodotia aspera.